# Corso Giuseppe Mazzini
Corso Giuseppe Mazzini è una delle principali arterie che partono dal centro di Forlì, non ché una dei corsi che dividono la città in quattro zone, gli antichi rioni (San Pietro, Ravaldino, Schiavonia, Cotogni), corso Mazzini, appunto, poi corso della Repubblica, corso Garibaldi e corso Diaz. La sua vocazione originaria era di passeggio e di commercio. Collega Piazza Saffi con la Via Ravegnana, terminando con una rotonda a cui afferisce viale Vittorio Veneto.

## Storia

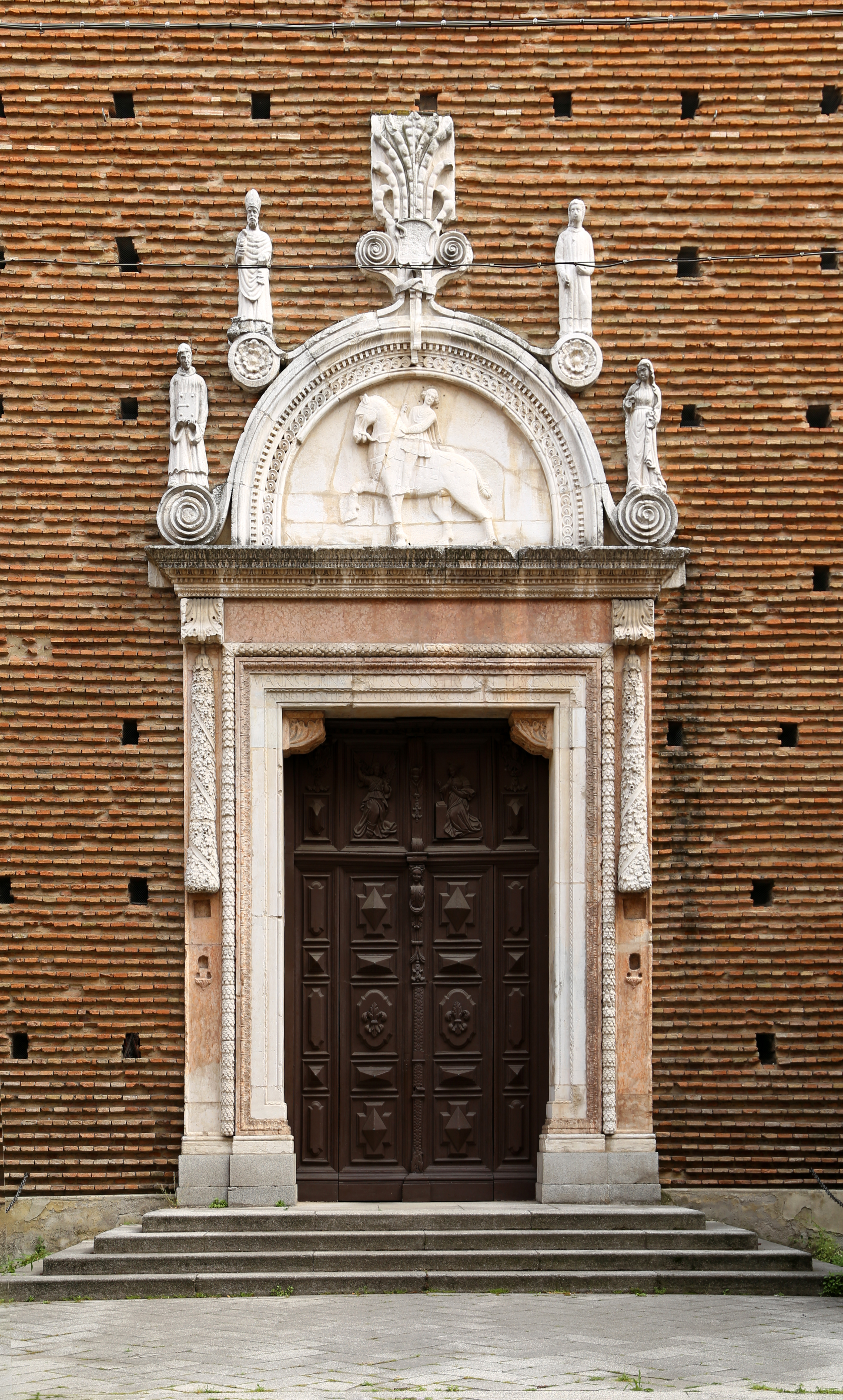
Portale della chiesa di Santa Maria del Carmine

Corso Mazzini è la via centrale di Borgo San Pietro che comprende la zona nord-est di Forlì. La dedica a Mazzini avviene l'8 febbraio 1878, in sostituzione dell'antico nome che era appunto Borgo San Pietro. Non possiede più l'aspetto quattrocentesco, ma si presenta ottocentesco. A ricordare l'antico aspetto c'è solo un portico con capitelli in pietra.
Il rione è così chiamato perché un tempo vi si trovava la chiesa di San Pietro in Scottis o in Scoto, forse rifugio per i pellegrini scozzesi.
Fino al 1741 in fondo al borgo sorgeva la Rocca di San Pietro che con Schiavonia serviva come alternativa a quella di Ravaldino; vi era anche una porta (Porta San Pietro), demolita nel 1862.

## Edifici
All'inizio del corso troviamo due edifici in stile razionalista uno di fronte all'altro: il Palazzo degli Uffici Statali, rivolto verso il corso, dove si trova attualmente l'Agenzia Entrate di Forlì e il Palazzo delle Poste, rivolto verso la piazza. Quest'ultimo ha sostituito nel 1931 il settecentesco palazzo Pantoli-Castellini. Sul corso affacciano edifici e monumenti significativi.
- Casa Pettini Giovannetti (civico 45). Risale al 1847, realizzata su progetto di Giacomo Santarelli. Rilievi e sculture della facciata sono dello scultore Luigi Righi. La facciata presenta tre fasce sovrapposte che cominciano con un portico sostenuto da colonne in mattoni con capitelli alla dorica. Il portico è percorribile e si affaccia direttamente sulla strada. Sopra di esso, con un effetto pieno su vuoto, si trovano due ulteriori piani, intonacati, separati da fregi con decorazioni in terracotta, il primo è un fregio dorico con alternati triglifi e metope che contengono bucrani e patere, gli altri sono continui in legame con le lesene che presentano capitelli ionici e corinzi, configurando quindi l'alternarsi classico di dorico, ionico e corinzio disposti in maniera ascendente nei tre piani. Bassorilievi con figure femminili coronano le finestre, inseriti in rettangoli (primo piano) e in lunette (secondo piano). Sotto le finestre del primo piano si trovano rilievi con festoni, mentre le finestre del piano superiore presentano ringhiere in ferro battuto di fattura pregiata[1]. Nel 2020 l'edificio, che presentava problemi conservativi, è stato completamente restaurato[2].
- Casa Mattarelli (civici 73-74), i cui pilastri ottagonali in laterizio intonacati testimoniano l'origine antica.
- Chiesa del Carmine, con il caratteristico portale in pietra d'Istria del XV secolo che fino al 1841 si trovava all'ingresso del Duomo. L'interno è barocco.Capitello di casa Ronchi-Cantoni

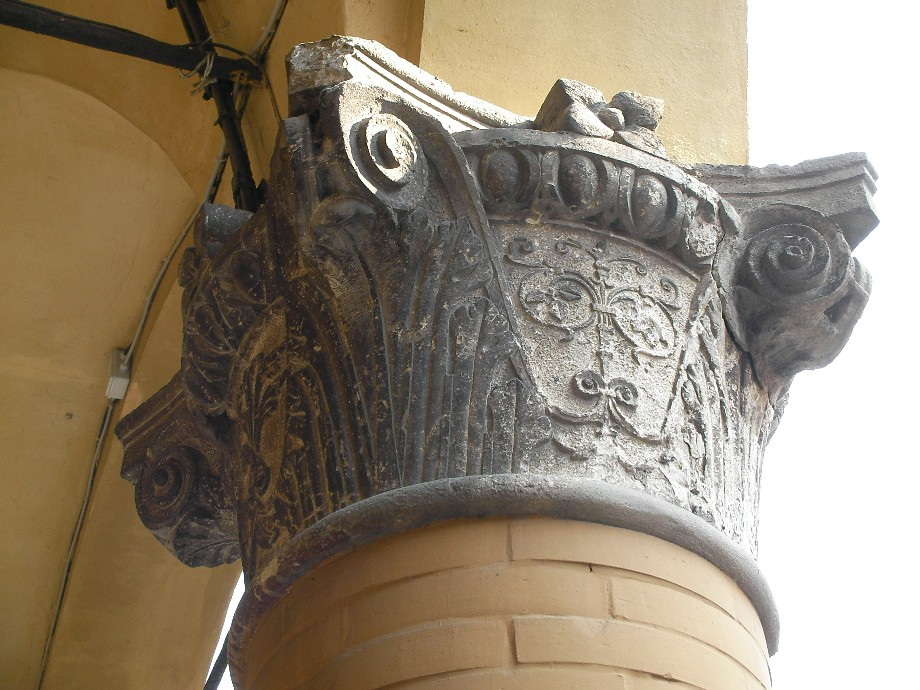
Capitello di casa Ronchi-Cantoni

- Casa Ronchi-Cantoni (civico 91). Si tratta dell'edificio in cui è nato Achille Cantoni (nel 1935, in occasione del centenario, è stata posta una lapide formulata da Ezio Garibaldi, nipote di Giuseppe, in suo ricordo). Ha un portico cinquecentesco con colonne realizzate in muratura che formano cinque campate. I capitelli lavorati sono stati realizzati da Rocco Poltri da Ferrara. Nel 1909 l'edificio è stato trasformato in cinematografo, grazie alla Pathé Fréres, società cinematografica francese. Successivamente è stato dal secondo dopoguerra circolo socialista e poi sala da ballo fino agli anni '70 del Novecento.Portico quattro-cinquecentesco. Pavimentazione ottocentesca

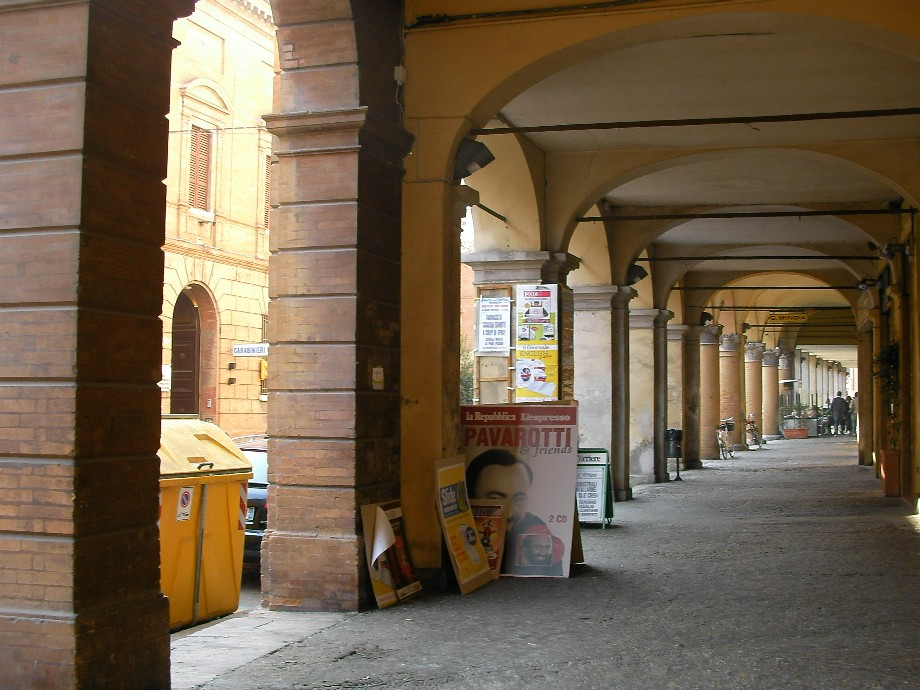
Portico quattro-cinquecentesco. Pavimentazione ottocentesca

- Portico dei dieci anni. Il pavimento, realizzato fra il 1873 e il 1883 è realizzato in acciottolato nel corso di dieci anni, nel contesto di una competizione fra i selciatori della città, che si sono divisi le zone del pavimento dove hanno posato su un letto di sabbia e cemento dei ciottoli di diverso colore, che formano motivi vari. Al centro si trova la scritta 1883 realizzata con sassi bianchi, che testimonia la fine dei lavori. Parte dell'acciottolato è stata compromessa con l'apertura della Galleria Mazzini, negli anni '60 del Novecento, che ha portato alla realizzazione di un pavimento in materiale plastico.
- Lungo la via si trovano vari esercizi commerciali con lo status di Botteghe storiche, che testimoniano del passato del Borgo.
- La via terminava con una porta (Porta San Pietro), in cui era innestata una fortificazione, chiamata Rocchetta san Pietro, nota per essere stato il luogo di detenzione di Caterina Sforza dopo la morte del marito Girolamo Riario. La porta e la rocca vengono demolite nel corso del Settecento, per essere poi sostituite dalla Barriera Mazzini nel 1862-64, anch'essa distrutta dai bombardamenti alleati del 1944. Gli edifici ricostruiti nel dopoguerra seguono in parte l'andamento delle antiche mura, lasciando intuire come doveva articolarsi lo spazio. Di fronte all'ingresso, fra il corso e via Ravegnana, è stata costruita una rotatoria. Nel centro è stato collocato nel 2017 un monumento realizzato con il recupero di due ingranaggi ottocenteschi: una ruota dentata di grande dimensione e un altro elemento. Si tratta di materiale originale che proviene da un tornio per la lavorazione delle flange. Nel 1863 era infatti sorta, in viale Vittorio Veneto, la Società anonima d'Industria pel gas e fonderia di ferro, poi Officine Forlanini e infine Bartoletti[3]. Con il fallimento di quest'ultima nel 2008 il comune ha acquisito molto materiale in ghisa e gli ingranaggi sono stati esposti nella rotonda a ricordo della vocazione industriale della zona[4]. In diretto legame con questa rotatoria ne esiste un'altra, che gestisce il traffico che costeggia il centro storico. Al centro di quest'ultima nel 2021 è stata collocata un'installazione artistica che raffigura il Cavallo di Troia. La grande statua è ottenuta da un struttura in alluminio rivestita in vetroresina ed è un'interpretazione pop del mito di Ulisse, realizzata in occasione della mostra dei Musei San Domenico dedicata all'eroe omerico, tenutasi nel 2020. Collocata all'ingresso del museo per la durata della mostra, è poi stata spostata nella rotatoria in omaggio alle iniziative culturali del comune[5].